# Lissonota vincta
Lissonota vincta är en stekelart som beskrevs av Henry Keith Townes, Jr. 1978. Lissonota vincta ingår i släktet Lissonota och familjen brokparasitsteklar. Utöver nominatformen finns också underarten L. v. vitticeps.